# Chlorocoma pediobates
Chlorocoma pediobates är en fjärilsart som beskrevs av Turner 1939. Chlorocoma pediobates ingår i släktet Chlorocoma och familjen mätare. Inga underarter finns listade i Catalogue of Life.